# Politica Danemarcei
Danemarca este cea mai veche monarhie din Europa. În 1849 a devenit o monarhie constituțională odată cu adoptarea unei noi constituții. Monarhul este șeful formal al statului, un rol mai mult ceremonial, deoarece puterea executivă, exercitată de monarh, este exercitată prin cabinetul de miniștri, primul ministru fiind primul între egali (primus inter pares). Puterea legislativă este deținută atât de monarh cât și de Parlamentul danez, cunoscut sub numele de Folketing, care este constituit din (nu mai mult de) 179 de membri. Puterea judecătorească de deținută de Curtea daneză.
Alegerile pentru parlament trebuie să aibă loc la interval de maxim patru ani, dar primul ministru poate cere alegeri anticipate. Dacă parlamentul dă un vot de neîncredere primului ministru, întregul guvern demisionează. Țara este deseori condusă de guverne minoritare.
În Danemarca este practicat votul universal și în toate chestiunile, legea daneză consideră femeile egale bărbaților.
Pedeapsa cu moartea a fost abolită în Danemarca în 1930. A fost reintrodusă pentru scurt timp după al doilea război mondial, la presiunea publică.  46 au fost executați pentru crime de război, după care pedeapsa cu moartea nu a mai fost aplicată ani întregip. În cele din urmă în 1978 a fost din nou abolită. Este ilegală prin lege extrădarea unei persoane într-o țară unde ar fi sub riscul pedepsei cu moartea.